# جيرار بيب
جيرار بيب (بالإنجليزية: Gérard Pape)‏ هو ملحن أمريكي، ولد في 22 أبريل 1955 في بروكلين في الولايات المتحدة.

## وصلات خارجية
- جيرار بيب على موقع ميوزك برينز (الإنجليزية)
- جيرار بيب على موقع ديسكوغز (الإنجليزية)